# Маковский, Томаш (библиотекарь)
Томаш Артур Маковский (пол. Tomasz Artur Makowski [ˈtɔmaʃ ˈartur maˈkɔfsci]; род. 1970) — польский библиотекарь и историк, директор Национальной библиотеки Польши, глава Национального Библиотечного Совета Польши, а также Комитета дигитализации при Министерстве культуры и национального наследия.

## Жизнеописание
Маковский работает в Национальной библиотеке с 1994 года. Прежде чем в 2007 году он стал генеральным директором, был заместителем генерального директора по исследованиям, а также руководителем специальных коллекций.
Член многих организаций и институций в Польше и за границей, в том числе Европейской библиотеки, Народного комитета Память мира ЮНЕСКО, Архивного совета при генеральном директоре Государственного архива, Совета программы Института книги, Совета Института Фредерика Шопена, Редакционного комитета журнала «Polish Libraries Today», Совета Национального музея в Кракове, Совета Музея Литературы и Совета Музея Парка Лазенки. В 2005 году был куратором первой монографической выставки о Библиотеке Замойских. Адъюнкт в Университете кардинала Стефана Вышиньского в Варшаве.
Автор трёх книг (1996, 1998, 2005) и ряда статей, специализируется на истории библиотек и исследовании рукописей.